# Danh sách trường đại học ở Đài Loan
Đây là danh sách các viện đại học, trường đại học, trường cao đẳng và học viện ở Đài Loan.

## Viện đại học và trường đại học quốc lập

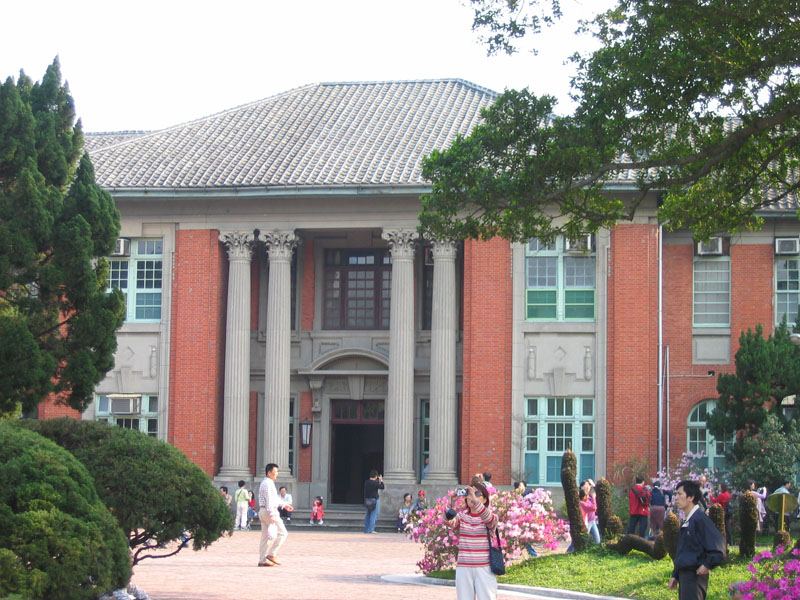
Đại học quốc lập Đài Loan

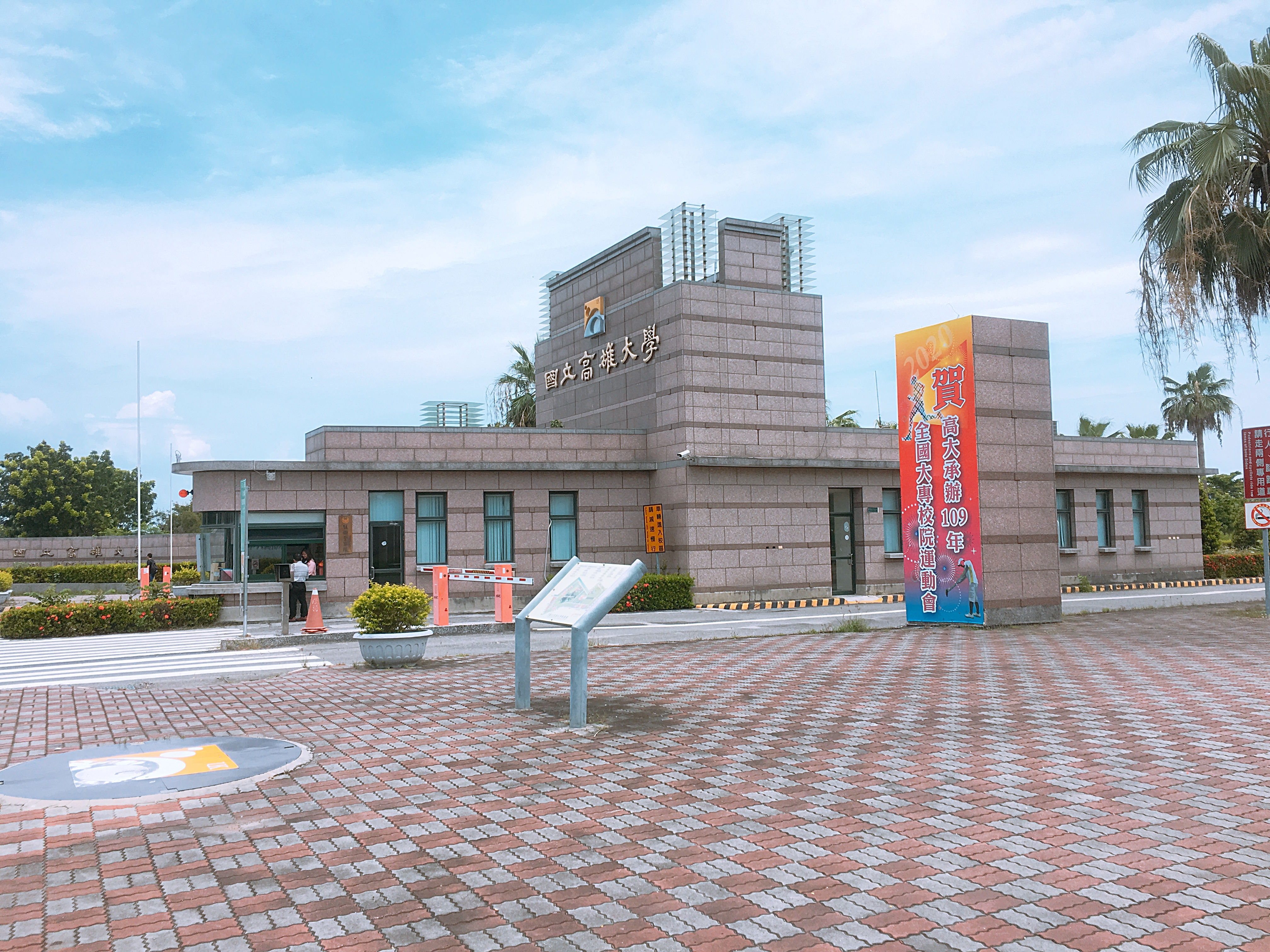
Đại học quốc lập Cao Hùng

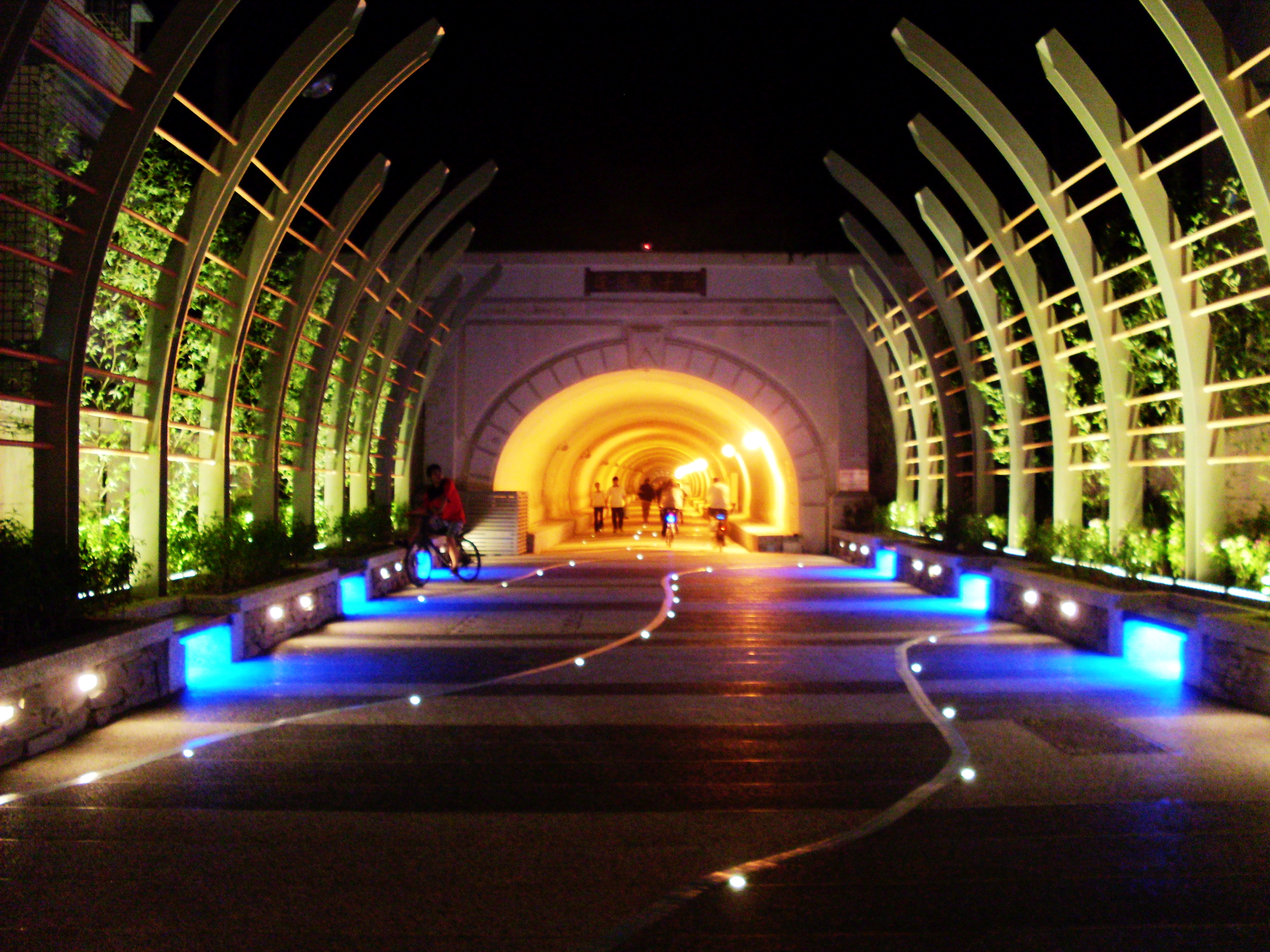
Đại học quốc lập Trung Sơn

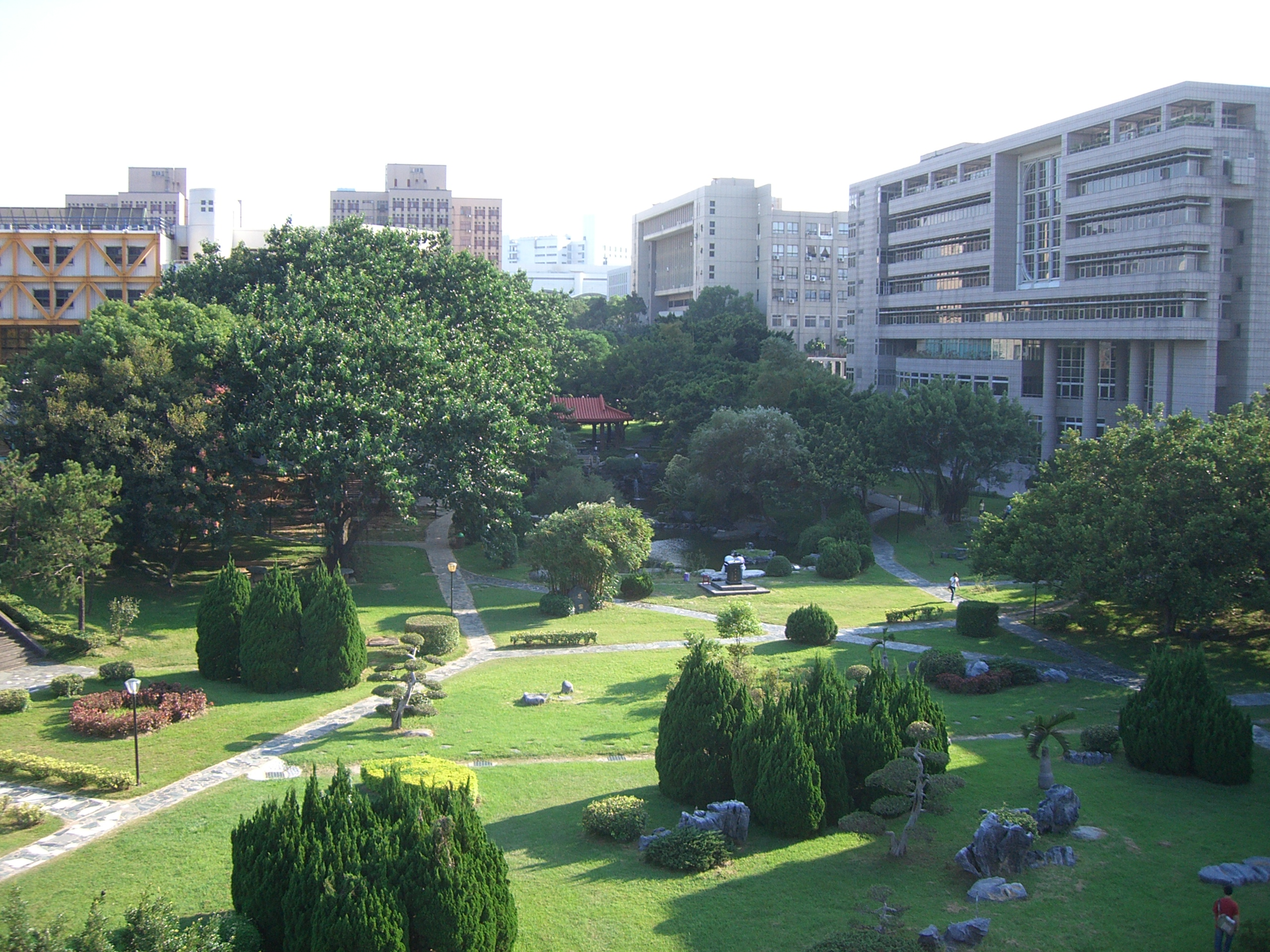
Đại học quốc lập Giao thông

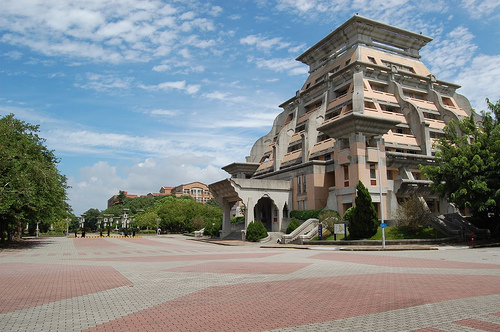
Đại học quốc lập Trung Chính

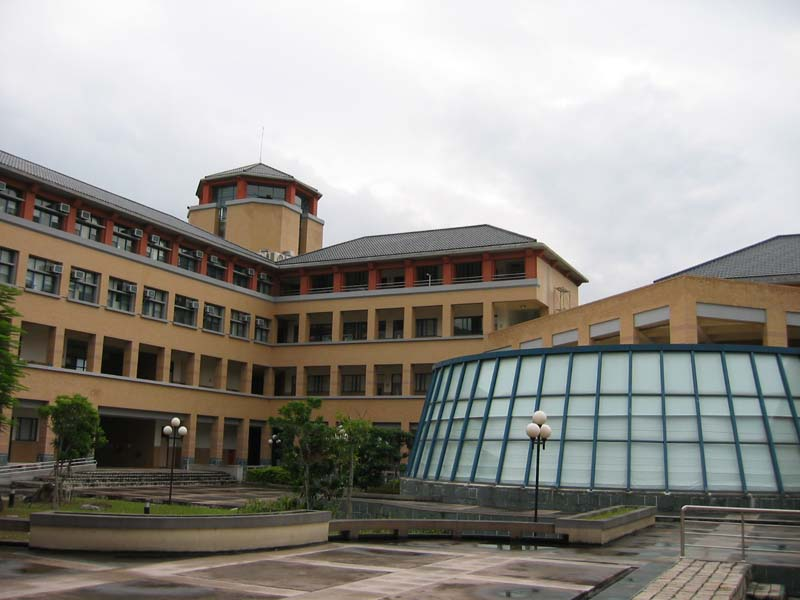
Đại học quốc lập Đông Hoa

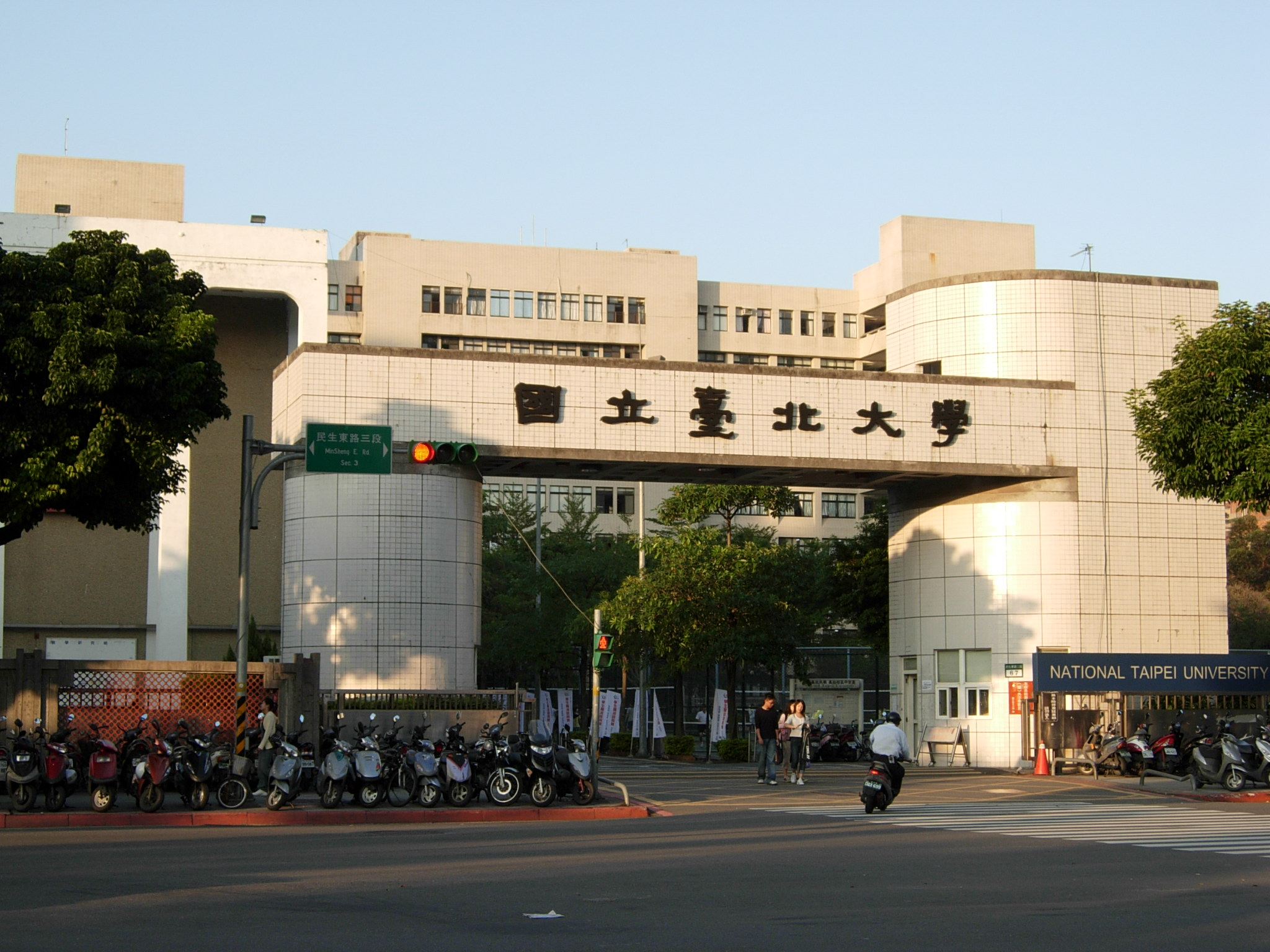
Đại học quốc lập Đài Bắc

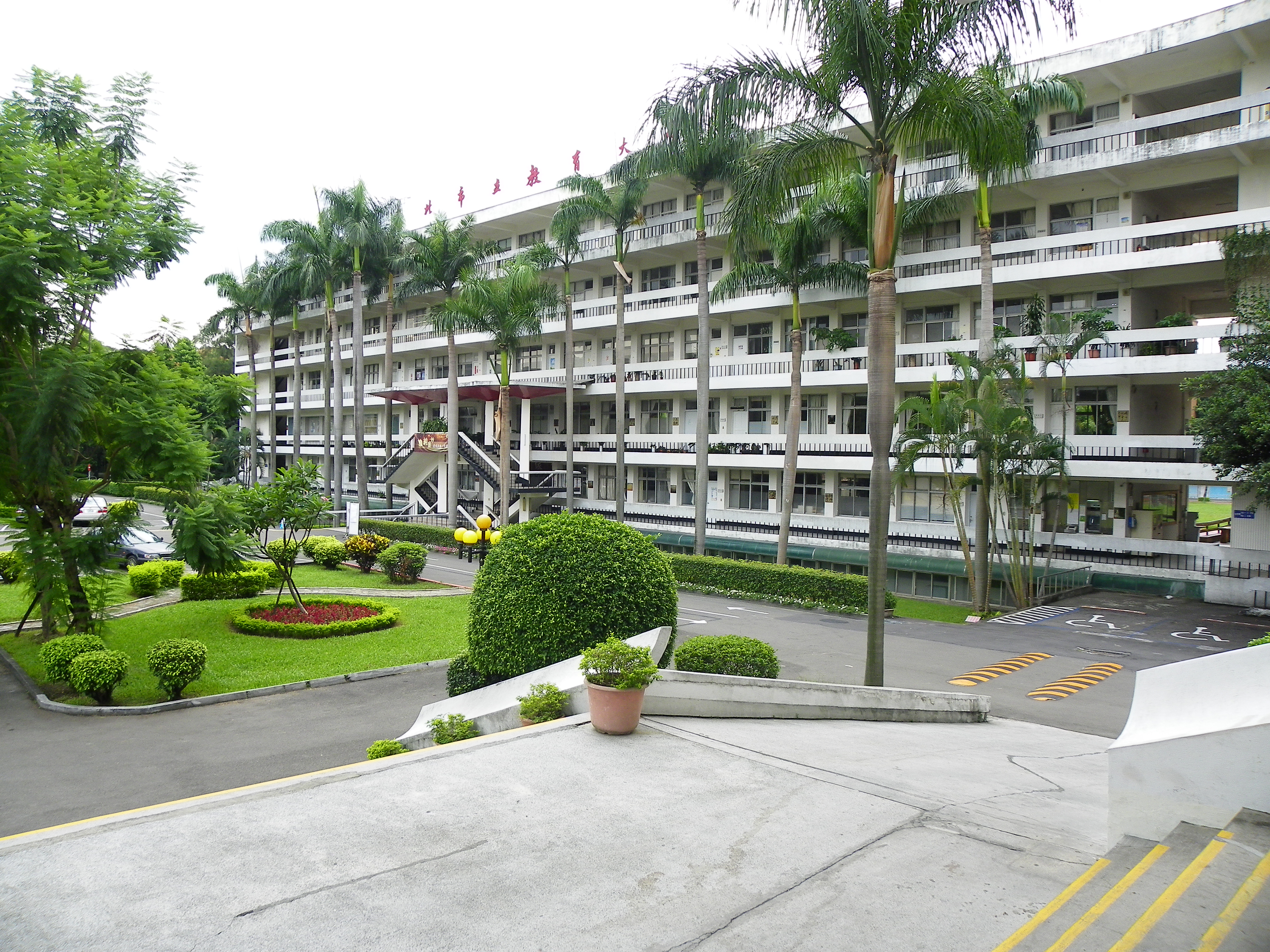
Đại học Đài Bắc

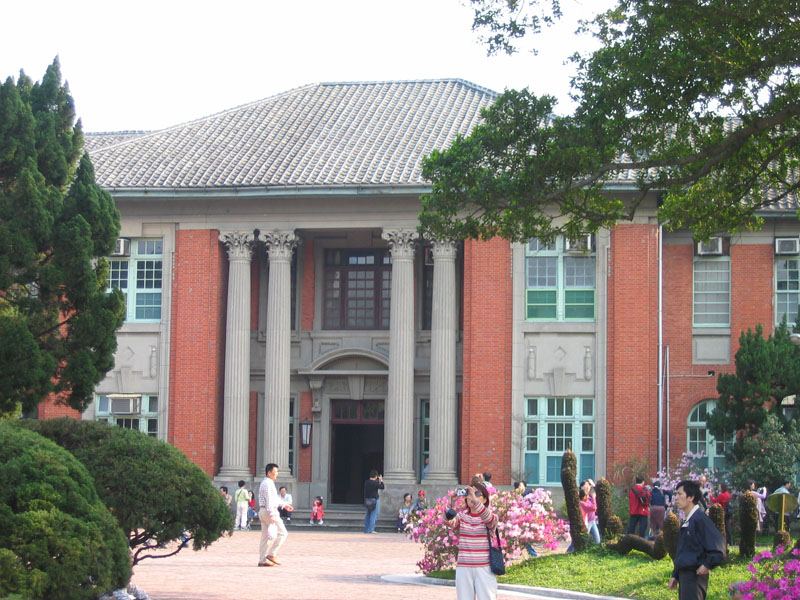
Đại học quốc lập Đài Loan

| Các trường đại học tổng hợp                              |                                                               |                    |                      |                                          |
| Trường                                                   | Tên tiếng Anh                                                 | Viết tắt tiếng Anh | Tiếng tiếng Hoa      | Địa điểm                                 |
| Đại học quốc lập Trung ương                              | National Central University                                   | NCU                | 國立中央大學         | Trung Lịch, Đào Viên                     |
| Đại học quốc lập Cao Hùng                                | National University of Kaohsiung                              | NUK                | 國立高雄大學         | Nam Tử, Cao Hùng                         |
| Đại học quốc lập Thành Công                              | National Cheng Kung University                                | NCKU               | 國立成功大學         | Quận Đông, Đài Nam                       |
| Đại học quốc lập Chính trị                               | National Chengchi University                                  | NCCU               | 國立政治大學         | Văn Sơn, Đài Bắc                         |
| Đại học quốc lập quốc tế Kỵ Nam                          | National Chi Nan University                                   | NCNU               | 國立暨南國際大學     | Phố Lý, Nam Đầu                          |
| Đại học quốc lập Giao thông                              | National Chiao Tung University                                | NCTU               | 國立交通大學         | Quận Đông, Tân Trúc                      |
| Đại học quốc lập Gia Nghĩa                               | National Chiayi University                                    | NCYU               | 國立嘉義大學         | Gia Nghĩa Dân Hùng, Gia Nghĩa            |
| Đại học quốc lập Trung Chính                             | National Chung Cheng University                               | CCU                | 國立中正大學         | Dân Hùng, Gia Nghĩa                      |
| Đại học quốc lập Trung Hưng                              | National Chung Hsing University                               | NCHU               | 國立中興大學         | Quận Nam, Đài Trung                      |
| Đại học quốc lập Đông Hoa                                | National Dong Hwa University                                  | NDHU               | 國立東華大學         | Thọ Phong, Hoa Liên                      |
| Đại học quốc lập Nghi Lan                                | National Ilan University                                      | NIU                | 國立宜蘭大學         | Nghi Lan, Nghi Lan                       |
| Đại học quốc lập Bình Đông                               | National Pingtung University                                  | NPTU               | 國立屏東大學         | Bình Đông, Bình Đông Xa Thành, Bình Đông |
| Đại học quốc lập Kim Môn                                 | National Quemoy University                                    | NQU                | 國立金門大學         | Kim Ninh, Kim Môn                        |
| Đại học quốc lập Trung Sơn                               | National Sun Yat-sen University                               | NSYSU              | 國立中山大學         | Cổ Sơn, Cao Hùng                         |
| Đại học quốc lập Đài Bắc                                 | National Taipei University                                    | NTPU               | 國立臺北大學         | Tam Hạp, Tân Bắc                         |
| Đại học quốc lập Đài Đông                                | National Taitung University                                   | NTTU               | 國立臺東大學         | Đài Đông, Đài Đông                       |
| Đại học quốc lập Đài Loan                                | National Taiwan University                                    | NTU                | 國立臺灣大學         | Đại An, Đài Bắc                          |
| Đại học hải dương quốc lập Đài Loan                      | National Taiwan Ocean University                              | NTOU               | 國立臺灣海洋大學     | Trung Chính, Cơ Long                     |
| Đại học quốc lập Thanh Hoa                               | National Tsing Hua University                                 | NTHU               | 國立清華大學         | Quận Đông, Tân Trúc                      |
| Đại học quốc lập Liên Hợp                                | National United University                                    | NUU                | 國立聯合大學         | Miêu Lật, Miêu Lật                       |
| Đại học quốc lập Đài Nam                                 | National University of Tainan                                 | NUTN               | 國立臺南大學         | Trung Tây, Đài Nam                       |
| Đại học quốc lập Dương Minh                              | National Yang-Ming University                                 | NYMU               | 國立陽明大學         | Bắc Đầu, Đài Bắc                         |
| Đại học Đài Bắc                                          | University of Taipei                                          | UT                 | 臺北市立大學         | Trung Chính, Đài Bắc Tùng Sơn, Đài Bắc   |
| Các trường đại học sư phạm, giáo dục                     |                                                               |                    |                      |                                          |
| Trường                                                   | Tên tiếng Anh                                                 | Viết tắt tiếng Anh | Tên tiếng Hoa        | Địa điểm                                 |
| Đại học sư phạm quốc lập Chương Hóa                      | National Changhua University of Education                     | NCUE               | 國立彰化師範大學     | Chương Hóa, Chương Hóa                   |
| Đại học sư phạm quốc lập Cao Hùng                        | National Kaohsiung Normal University                          | NKNU               | 國立高雄師範大學     | Linh Nhã, Cao Hùng                       |
| Đại học giáo dục quốc lập Đài Trung                      | National Taichung University of Education                     | NTCU               | 國立臺中教育大學     | Quận Tây, Đài Trung                      |
| Đại học giáo dục quốc lập Đài Bắc                        | National Taipei University of Education                       | NTUE               | 國立臺北教育大學     | Đại An, Đài Bắc                          |
| Đại học sư phạm quốc lập Đài Loan                        | National Taiwan Normal University                             | NTNU               | 國立臺灣師範大學     | Đại An, Đài Bắc                          |
| Các trường đại học nghệ thuật và thể thao                |                                                               |                    |                      |                                          |
| Trường                                                   | Tên tiếng Anh                                                 | Viết tắt tiếng Anh | Tên tiếng Hoa        | Địa điểm                                 |
| Đại học quốc lập Thể dục                                 | National Taiwan Sport University                              | NTSU               | 國立體育大學         | Quy Sơn, Đào Viên                        |
| Đại học quốc lập Nghệ thuật Đài Loan                     | National Taiwan University of Arts                            | NTUA               | 國立臺灣藝術大學     | Bản Kiều, Tân Bắc                        |
| Đại học quốc lập Thể dục Thể thao Đài Loan               | National Taiwan University of Physical Education and Sport    | NTUPES             | 國立臺灣體育運動大學 | Quận Bắc, Đài Trung                      |
| Đại học quốc lập Nghệ thuật Đài Nam                      | Tainan National University of the Arts                        | TNNUA              | 國立臺南藝術大學     | Quan Điền, Đài Nam                       |
| Đại học quốc lập Nghệ thuật Đài Bắc                      | Taipei National University of the Arts                        | TNUA               | 國立臺北藝術大學     | Bắc Đầu, Đài Bắc                         |
| Các trường đại học khoa học và công nghệ                 |                                                               |                    |                      |                                          |
| Trường                                                   | Tên tiếng Anh                                                 | Viết tắt tiếng Anh | Tên tiếng Hoa        | Địa điểm                                 |
| Đại học khoa học kỹ thuật quốc lập Cần Ích               | National Chin-Yi University of Technology                     | NCUT               | 國立勤益科技大學     | Thái Bình, Đài Trung                     |
| Đại học khoa học kỹ thuật quốc lập Hổ Vĩ                 | National Formosa University                                   | NFU                | 國立虎尾科技大學     | Hổ Vĩ, Vân Lâm                           |
| Đại học khoa học kỹ thuật quốc lập Đệ Nhất Cao Hùng      | National Kaohsiung First University of Science and Technology | NKFUST             | 國立高雄第一科技大學 | Nam Tử, Cao Hùng                         |
| Đại học khoa học kỹ thuật hải dương quốc lập Cao Hùng    | National Kaohsiung Marine University                          | NKMU               | 國立高雄海洋科技大學 | Nam Tử, Cao Hùng                         |
| Đại học khoa học kỹ thuật ứng dụng quốc lập Cao Hùng     | National Kaohsiung University of Applied Sciences             | KUAS               | 國立高雄應用科技大學 | Tam Dân, Cao Hùng Yên Sào, Cao Hùng      |
| Đại học dịch vụ và lữ hành quốc lập Cao Hùng             | National Kaohsiung University of Hospitality and Tourism      | NKUHT              | 國立高雄餐旅大學     | Tiểu Cảng, Cao Hùng                      |
| Đại học khoa học kỹ thuật quốc lập Bành Hồ               | National Penghu University of Science and Technology          | NPU                | 國立澎湖科技大學     | Mã Công, Bành Hồ                         |
| Đại học khoa học kỹ thuật quốc lập Bình Đông             | National Pingtung University of Science and Technology        | NPUST              | 國立屏東科技大學     | Nội Phố, Bình Đông                       |
| Đại học khoa học kỹ thuật quốc lập Đài Trung             | National Taichung University of Science and Technology        | NTCUST             | 國立臺中科技大學     | Quận Bắc, Đài Trung                      |
| Đại học khoa học sức khỏe và điều dưỡng quốc lập Đài Bắc | National Taipei University of Nursing and Health Science      | NTUNHS             | 國立臺北護理健康大學 | Bắc Đầu, Đài Bắc                         |
| Đại học khoa học kỹ thuật quốc lập Đài Bắc               | National Taipei University of Technology                      | NTUT               | 國立臺北科技大學     | Đại An, Đài Bắc                          |
| Đại học khoa học kỹ thuật quốc lập Đài Loan              | National Taiwan University of Science and Technology          | NTUST              | 國立臺灣科技大學     | Đại An, Đài Bắc                          |
| Đại học khoa học kỹ thuật quốc lập Vân Lâm               | National Yunlin University of Science and Technology          | NYUST (YunTech)    | 國立雲林科技大學     | Đấu Lục, Vân Lâm                         |
| Các học viện và các trường cao đẳng                      |                                                               |                    |                      |                                          |
| Trường                                                   | Tên tiếng Anh                                                 | Viết tắt tiếng Anh | Tên tiếng Hoa        | Địa điểm                                 |
| Học viện điều dưỡng quốc lập Đài Nam                     | National Tainan Institute of Nursing                          | NTIN               | 國立臺南護理專科學校 | Trung Tây, Đài Nam                       |
| Đại học thương nghiệp quốc lập Đài Bắc                   | National Taipei University of Business                        | NTUB               | 國立臺北商業大學     | Trung Chính, Đài Bắc                     |
| Cao đẳng quốc lập Đài Đông                               | National Taitung Junior College                               | NTC                | 國立臺東專科學校     | Đài Đông, Đài Đông                       |
| Học viện hí khúc quốc lập Đài Loan                       | National Taiwan College of Performing Arts                    | NTCPA              | 國立臺灣戲曲學院     | Nội Hồ, Đài Bắc                          |
| Các trường đại học mở                                    |                                                               |                    |                      |                                          |
| Trường                                                   | Tên tiếng Anh                                                 | Viết tắt tiếng Anh | Tên tiếng Hoa        | Địa điểm                                 |
| Đại học mở quốc lập                                      | National Open University                                      | NOU                | 國立空中大學         | Lô Châu, Tân Bắc                         |
| Đại học mở Cao Hùng                                      | Open University of Kaohsiung                                  | OUK                | 高雄市立空中大學     | Tiểu Cảng, Cao Hùng                      |

## Viện đại học và trường đại học tư thục

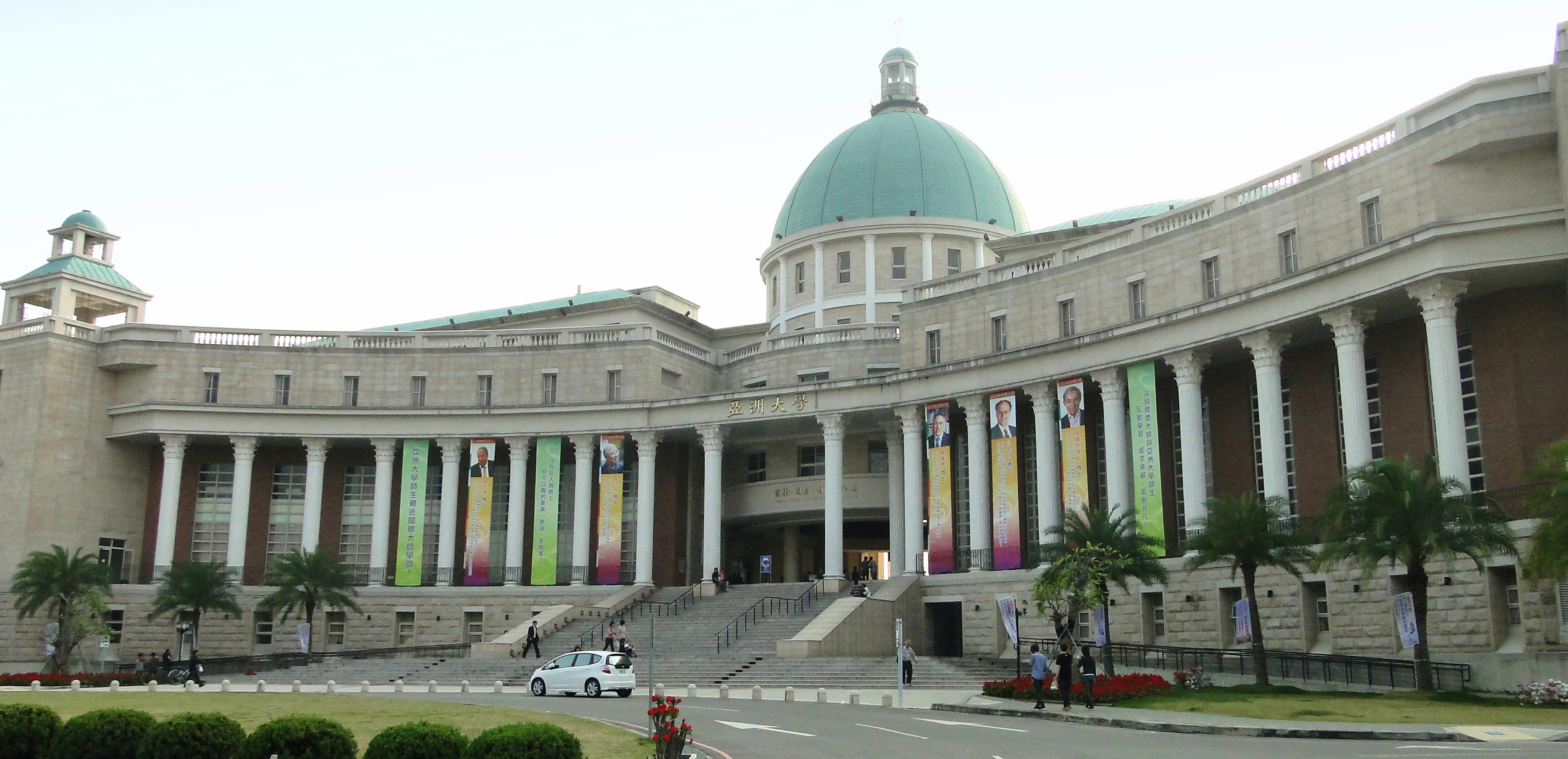
Đại học Á Châu

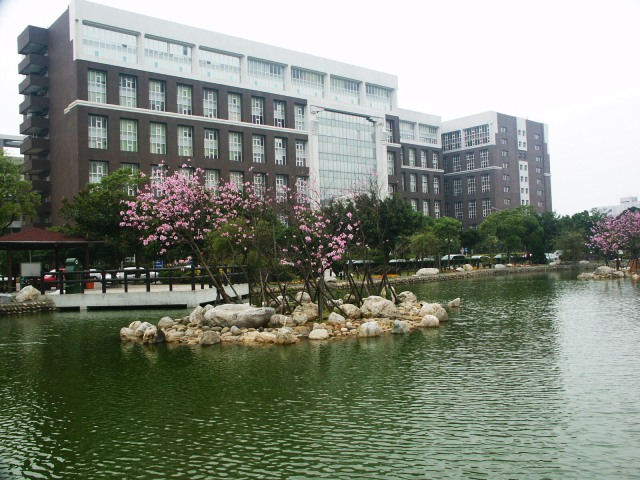
Đại học Trường Canh

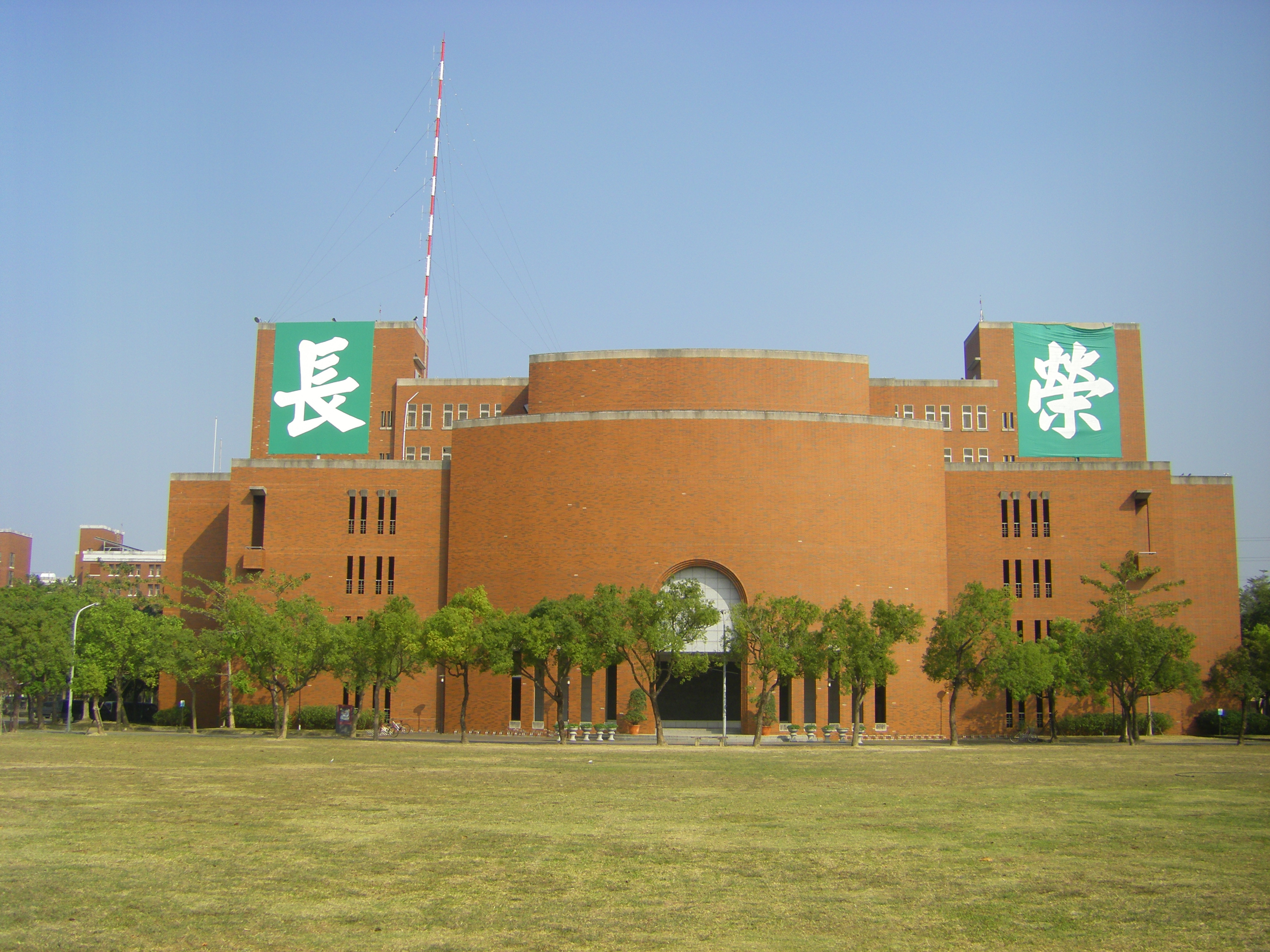
Đại học Trường Vinh

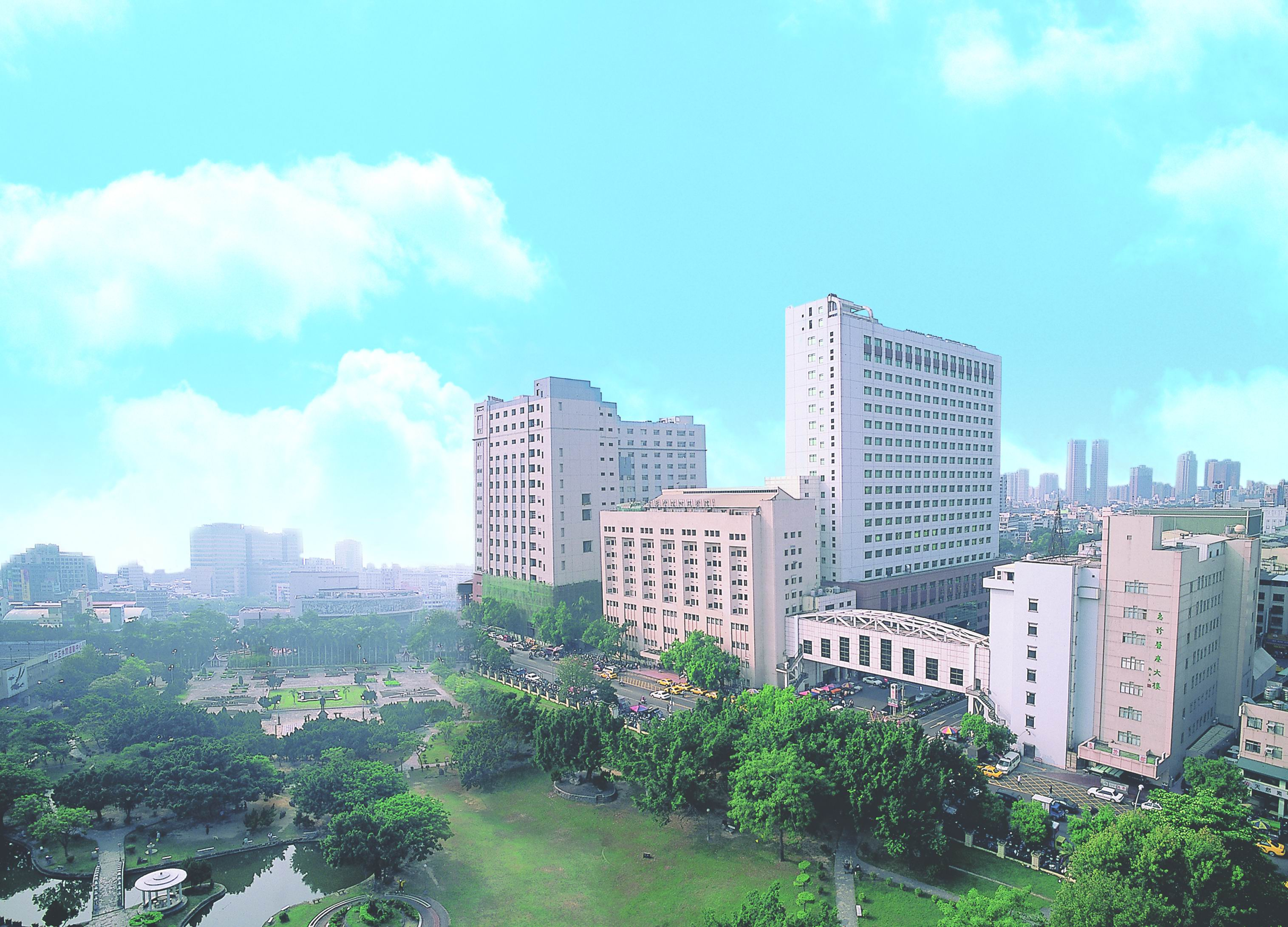
Đại học y dược Trung Quốc

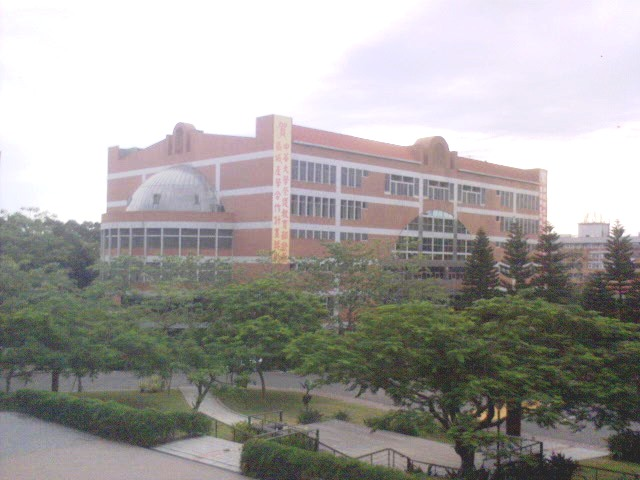
Đại học Trung Hoa

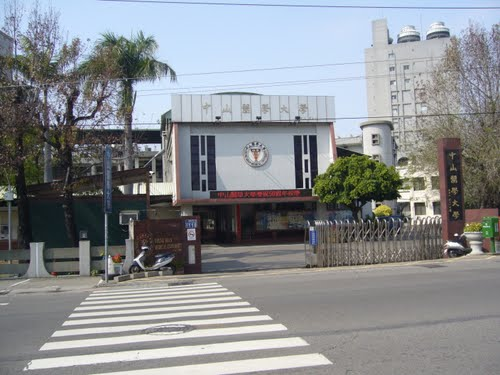
Đại học y khoa Trung Sơn

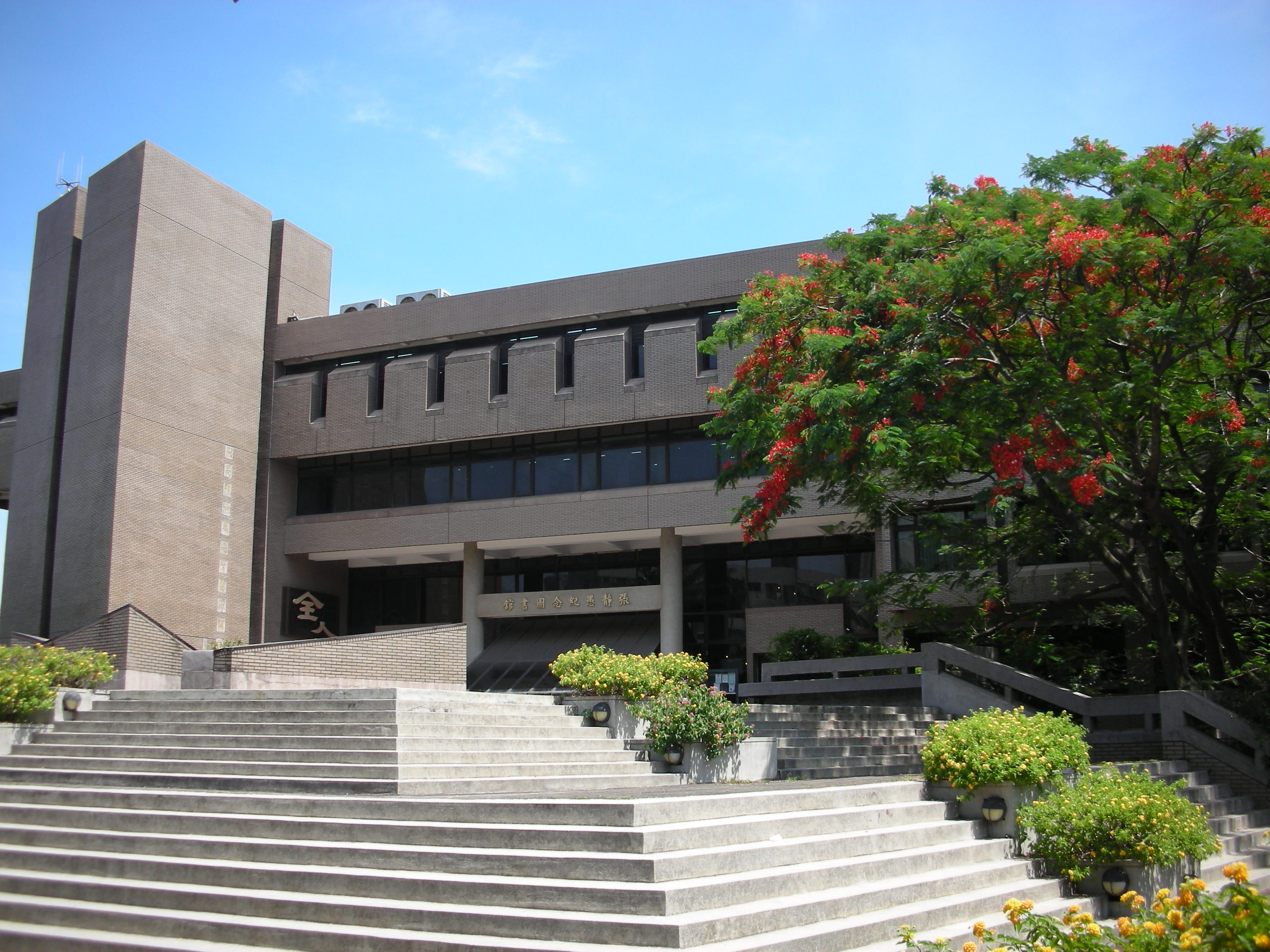
Đại học Trung Nguyên

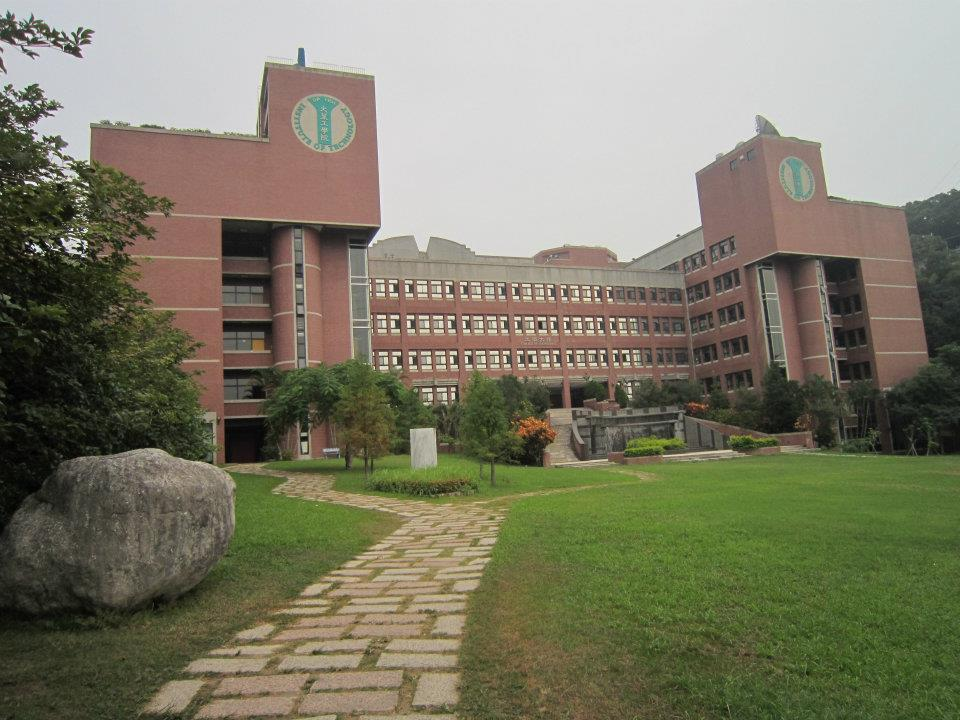
Đại học Đại Diệp

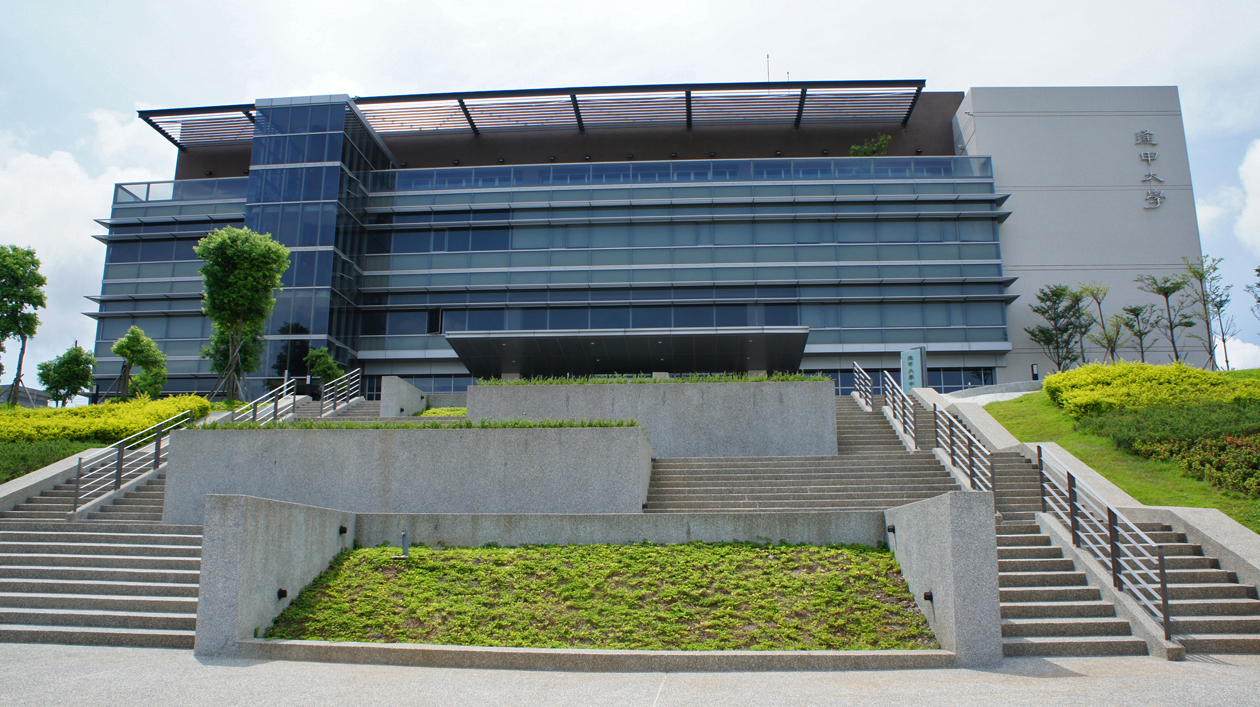
Đại học Phùng Giáp

Đại học Phụ Nhân

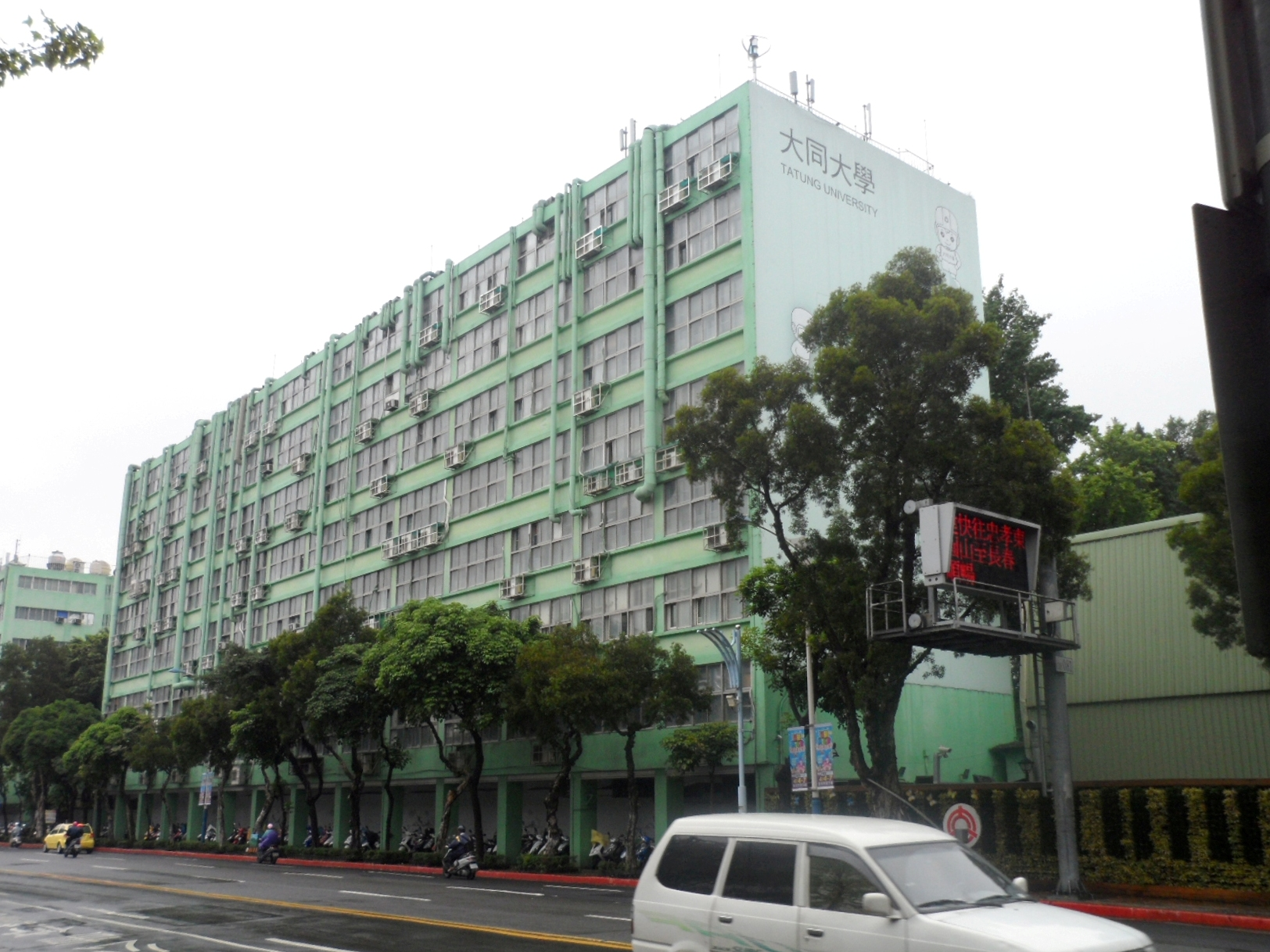
Đại học Đại Đồng

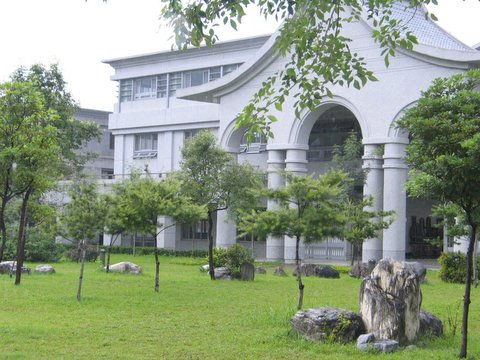
Đại học Từ Tế

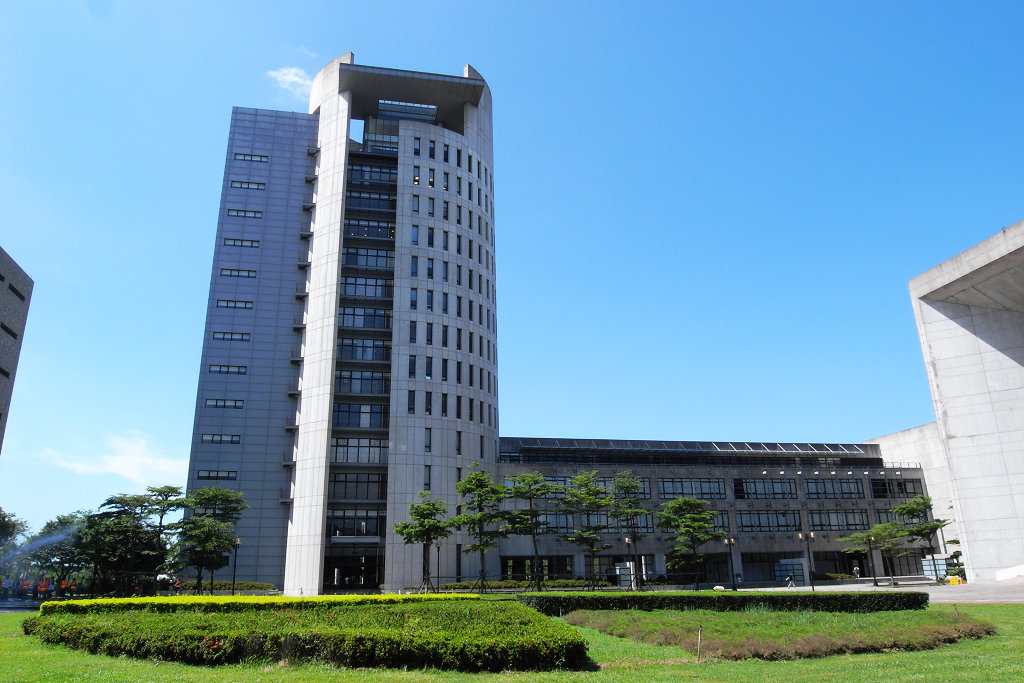
Đại học Nguyên Trí

| Các trường đại học tổng hợp                          |                                                             |                    |                        |                                      |
| Trường                                               | Tên tiếng Anh                                               | Viết tắt tiếng Anh | Tên tiếng Hoa          | Địa điểm                             |
| Đại học Chân Lý                                      | Aletheia University                                         | AU                 | 真理大學               | Đạm Thủy, Tân Bắc Ma Đậu, Đài Nam    |
| Đại học Á Châu                                       | Asia University                                             | ASIA               | 亞洲大學               | Vụ Phong, Đài Trung                  |
| Đại học Trường Canh                                  | Chang Gung University                                       | CGU                | 長庚大學               | Quy Sơn, Đào Viên                    |
| Đại học Trường Vinh                                  | Chang Jung Christian University                             | CJCU               | 長榮大學               | Quy Nhân, Đài Nam                    |
| Đại học Văn hóa Trung Quốc                           | Chinese Culture University                                  | CCU                | 中國文化大學           | Sỹ Lâm, Đài Bắc                      |
| Đại học y dược Trung Quốc                            | China Medical University                                    | CMU                | 中國醫藥大學           | Quận Bắc, Đài Trung                  |
| Đại học Trung Hoa                                    | Chung Hua University                                        | CHU                | 中華大學               | Hương Sơn, Tân Trúc                  |
| Đại học y khoa Trung Sơn                             | Chung Shan Medical University                               | CSMU               | 中山醫學大學           | Quận Nam, Đài Trung                  |
| Đại học Trung Nguyên                                 | Chung Yuan Christian University                             | CYCU               | 中原大學               | Trung Lịch, Đào Viên                 |
| Học viện quản lý tài chính Trung Tín                 | CTBC Financial Management College                           | CTBC               | 中信金融管理學院       | An Nam, Đài Nam                      |
| Đại học Đại Diệp                                     | Dayeh University                                            | DYU                | 大葉大學               | Đại Thôn, Chương Hóa                 |
| Đại học Phùng Giáp                                   | Feng Chia University                                        | FCU                | 逢甲大學               | Tây Đồn, Đài Trung                   |
| Đại học Phật Quang                                   | Fo Guang University                                         | FGU                | 佛光大學               | Tiêu Khê, Nghi Lan                   |
| Đại học Phụ Nhân                                     | Fu Jen Catholic University                                  | FJU                | 輔仁大學               | Tân Trang, Tân Bắc                   |
| Đại học Huyền Trang                                  | Hsuan Chuang University                                     | HCU                | 玄奘大學               | Hương Sơn, Tân Trúc                  |
| Đại học Hoa Phạn                                     | Huafan University                                           | HFU                | 華梵大學               | Thạch Đĩnh, Tân Bắc                  |
| Đại học Nghĩa Thủ                                    | I-Shou University                                           | ISU                | 義守大學               | Đại Thụ, Cao Hùng                    |
| Đại học Khai Nam                                     | Kainan University                                           | KNU                | 開南大學               | Lô Trúc, Đào Viên                    |
| Đại học y khoa Cao Hùng                              | Kaohsiung Medical University                                | KMU                | 高雄醫學大學           | Tam Dân, Cao Hùng                    |
| Học viện y khoa Mackay                               | Mackay Medical College                                      | MMC                | 馬偕醫學院             | Tam Chi, Tân Bắc                     |
| Đại học Minh Truyền                                  | Ming Chuan University                                       | MCU                | 銘傳大學               | Sỹ Lâm, Đài Bắc                      |
| Đại học Minh Đạo                                     | MingDao University                                          | MDU                | 明道大學               | Bì Đầu, Chương Hóa                   |
| Đại học Nam Hoa                                      | Nanhua University                                           | NHU                | 南華大學               | Đại Lâm, Gia Nghĩa                   |
| Đại học Tịnh Nghi                                    | Providence University                                       | PU                 | 靜宜大學               | Sa Lộc, Đài Trung                    |
| Đại học Thực Tiễn                                    | Shih Chien University                                       | USC                | 實踐大學               | Trung Sơn, Đài Bắc Nội Môn, Cao Hùng |
| Đại học Thế Tân                                      | Shih Hsin University                                        | SHU                | 世新大學               | Văn Sơn, Đài Bắc                     |
| Đại học Đông Ngô                                     | Soochow University                                          | SCU                | 東吳大學               | Sỹ Lâm, Đài Bắc                      |
| Đại học y khoa Đài Bắc                               | Taipei Medical University                                   | TMU                | 臺北醫學大學           | Tín Nghĩa, Đài Bắc                   |
| Đại học Thủ phủ Đài Loan                             | Taiwan Shoufu University                                    | TSU                | 台灣首府大學           | Ma Đậu, Đài Nam                      |
| Đại học Đạm Giang                                    | Tamkang University                                          | TKU                | 淡江大學               | Đạm Thủy, Tân Bắc                    |
| Đại học Đại Đồng                                     | Tatung University                                           | TTU                | 大同大學               | Trung Sơn, Đài Bắc                   |
| Học viện khoa học kỹ thuật và quản lý Đạo Giang      | Toko University                                             | TOKO               | 稻江科技暨管理學院     | Phác Tử, Gia Nghĩa                   |
| Đại học Đông Hải                                     | Tunghai University                                          | THU                | 東海大學               | Tây Đồn, Đài Trung                   |
| Đại học Từ Tế                                        | Tzu Chi University                                          | TCU                | 慈濟大學               | Hoa Liên, Hoa Liên                   |
| Đại học Khang Ninh                                   | University of Kang Ning                                     | UKN                | 康寧大學               | An Nam, Đài Nam                      |
| Đại học Nguyên Trí                                   | Yuan Ze University                                          | YZU                | 元智大學               | Trung Lịch, Đào Viên                 |
| Các trường đại học khoa học và công nghệ             |                                                             |                    |                        |                                      |
| Đại học khoa học kỹ thuật Trung Đài                  | Central Taiwan University of Science and Technology         | CTUST              | 中臺科技大學           | Bắc Đồn, Đài Trung                   |
| Đại học khoa học kỹ thuật Trường Canh                | Chang Gung University of Science and Technology             | CGUST              | 長庚科技大學           | Quy Sơn, Đào Viên Phác Tử, Gia Nghĩa |
| Đại học khoa học kỹ thuật Triêu Dương                | Chaoyang University of Technology                           | CYUT               | 朝陽科技大學           | Vụ Phong, Đài Trung                  |
| Đại học khoa học kỹ thuật Chính Tu                   | Cheng Shiu University                                       | CSU                | 正修科技大學           | Điểu Tùng, Cao Hùng                  |
| Đại học khoa học kỹ thuật dược khoa Gia Nam          | Chia Nan University of Pharmacy and Science                 | CHNA               | 嘉南藥理科技大學       | Nhân Đức, Đài Nam                    |
| Đại học khoa học kỹ thuật Kiện Hành                  | Chien Hsin University of Science and Technology             | UCH                | 健行科技大學           | Trung Lịch, Đào Viên                 |
| Đại học khoa học kỹ thuật Kiến Quốc                  | Chienkuo Technology University                              | CTU                | 建國科技大學           | Chương Hóa, Chương Hóa               |
| Đại học khoa học kỹ thuật Trung Hoa                  | China University of Science and Technology                  | CUST               | 中華科技大學           | Nam Cảng, Đài Bắc                    |
| Đại học khoa học kỹ thuật Trung Quốc                 | China University of Technology                              | CUTE               | 中國科技大學           | Văn Sơn, Đài Bắc                     |
| Đại học khoa học kỹ thuật Trung Châu                 | Chung Chou University of Science and Technology             | CCUT               | 中州科技大學           | Viên Lâm, Chương Hóa                 |
| Đại học công nghệ y học Trung Hoa                    | Chung Hwa University of Medical Technology                  | HWAI               | 中華醫事科技大學       | Nhân Đức, Đài Nam                    |
| Đại học khoa học kỹ thuật Viễn Đông                  | Far East University                                         | FEU                | 遠東科技大學           | Tân Thị, Đài Nam                     |
| Đại học khoa học kỹ thuật Phụ Anh                    | Fooyin University                                           | FYU                | 輔英科技大學           | Đại Liêu, Cao Hùng                   |
| Đại học khoa học kỹ thuật Tỉnh Ngô                   | Hsing Wu University                                         | HWU                | 醒吾科技大學           | Lâm Khẩu, Tân Bắc                    |
| Đại học khoa học kỹ thuật Tu Bình                    | Hsiuping University of Science and Technology               | HUST               | 修平科技大學           | Đại Lý, Đài Trung                    |
| Đại học khoa học kỹ thuật Hoằng Quang                | Hungkuang University                                        | HK                 | 弘光科技大學           | Sa Lộc, Đài Trung                    |
| Đại học khoa học kỹ thuật Cảnh Văn                   | Jinwen University of Science and Technology                 | JUST               | 景文科技大學           | Tân Điếm, Tân Bắc                    |
| Đại học khoa học kỹ thuật Cao Uyển                   | Kao Yuan University                                         | KYU                | 高苑科技大學           | Lô Trúc, Cao Hùng                    |
| Đại học khoa học kỹ thuật Côn Sơn                    | Kun Shan University                                         | KSU                | 崑山科技大學           | Vĩnh Khang, Đài Nam                  |
| Đại học khoa học kỹ thuật Lĩnh Đông                  | Ling Tung University                                        | LTU                | 嶺東科技大學           | Nam Đồn, Đài Trung                   |
| Đại học khoa học kỹ thuật Long Hoa                   | Lunghwa University of Science and Technology                | LHU                | 龍華科技大學           | Quy Sơn, Đào Viên                    |
| Đại học khoa học kỹ thuật Mỹ Hòa                     | Meiho University                                            | MU                 | 美和科技大學           | Nội Phố, Bình Đông                   |
| Đại học khoa học kỹ thuật Minh Chí                   | Ming Chi University of Technology                           | MCUT               | 明志科技大學           | Thái Sơn, Tân Bắc                    |
| Đại học khoa học kỹ thuật Minh Tân                   | Minghsin University of Science and Technology               | MUST               | 明新科技大學           | Tân Phong, Tân Trúc                  |
| Đại học khoa học kỹ thuật Nam Khai                   | Nan Kai University of Technology                            | NKUT               | 南開科技大學           | Thảo Đồn, Nam Đầu                    |
| Đại học khoa học kỹ thuật Kiều Quang                 | Overseas Chinese University                                 | OCU                | 僑光科技大學           | Tây Đồn, Đài Trung                   |
| Đại học khoa học kỹ thuật Nam Đài                    | Southern Taiwan University of Science and Technology        | STUST              | 南臺科技大學           | Vĩnh Khang, Đài Nam                  |
| Đại học khoa học kỹ thuật Thánh John                 | St. John's University                                       | SJU                | 聖約翰科技大學         | Đạm Thủy, Tân Bắc                    |
| Đại học khoa học kỹ thuật Thụ Đức                    | Shu-Te University                                           | STU                | 樹德科技大學           | Yên Sào, Cao Hùng                    |
| Đại học khoa học kỹ thuật Đại Hoa                    | Ta Hwa University of Science and Technology                 | TUST               | 大華科技大學           | Khung Lâm, Tân Trúc                  |
| Đại học khoa học kỹ thuật ứng dụng Đài Nam           | Tainan University of Technology                             | TUT                | 臺南應用科技大學       | Vĩnh Khang, Đài Nam                  |
| Đại học khoa học kỹ thuật Thành thị Đài Bắc          | Taipei Chengshih University of Science and Technology       | TPCU               | 臺北城市科技大學       | Bắc Đầu, Đài Bắc                     |
| Đại học khoa học kỹ thuật Đại Nhân                   | Tajen University                                            | TAJEN              | 大仁科技大學           | Diêm Phố, Bình Đông                  |
| Đại học khoa học kỹ thuật tài chính kinh tế Đức Minh | Takming University of Science and Technology                | TMUST              | 德明財經科技大學       | Nội Hồ, Đài Bắc                      |
| Đại học khoa học kỹ thuật Hoàn Cầu                   | TransWorld University                                       | TWU                | 環球科技大學           | Đấu Lục, Vân Lâm                     |
| Đại học khoa học kỹ thuật Đông Nam                   | Tungnan University                                          | TNU                | 東南科技大學           | Thâm Khanh, Tân Bắc                  |
| Đại học khoa học kỹ thuật Vạn Năng                   | Vanung University                                           | VNU                | 萬能科技大學           | Trung Lịch, Đào Viên                 |
| Đại học khoa học kỹ thuật Ngô Phượng                 | WuFeng University                                           | WFU                | 吳鳳科技大學           | Dân Hùng, Gia Nghĩa                  |
| Đại học khoa học kỹ thuật thương nghiệp Dục Đạt      | Yu Da University                                            | YDU                | 育達商業科技大學       | Tạo Kiều, Miêu Lật                   |
| Đại học khoa học kỹ thuật Nguyên Bồi                 | Yuanpei University                                          | YPU                | 元培科技大學           | Hương Sơn, Tân Trúc                  |
| Các học viện và trường đại học công nghệ             |                                                             |                    |                        |                                      |
| Học viện kỹ thuật sáng tạo Châu Á-Thái Bình Dương    | Asia-Pacific Institute of Creativity                        | APIC               | 亞太創意技術學院       | Đầu Phần, Miêu Lật                   |
| Học viện kỹ thuật Trí Lý                             | Chihlee Institute of Technology                             | CHIHLEE            | 致理技術學院           | Bản Kiều, Tân Bắc                    |
|                                                      | Ching Kuo Institute of Management and Health                | CKIMH              | 經國管理暨健康學院     | Trung Sơn, Cơ Long                   |
|                                                      | Chungyu Institute of Technology                             | CIT                | 崇右技術學院           | Tín Nghĩa, Cơ Long                   |
| Học viện kỹ thuật Đại Hán                            | Dahan Institute of Technology                               | DAHAN              | 大漢技術學院           | Tân Thành, Hoa Liên                  |
|                                                      | De Lin Institute of Technology                              | DLIT               | 德霖技術學院           | Thổ Thành, Tân Bắc                   |
| Học viện kỹ thuật Hòa Xuân                           | Fortune Institute of Technology                             | FIT                | 和春技術學院           | Đại Liêu, Cao Hùng                   |
| Học viện kỹ thuật Hoa Hạ                             | Hwa Hsia Institute of Technology                            | HWH                | 華夏技術學院           | Trung Hòa, Tân Bắc                   |
| Học viện kỹ thuật Lan Dương                          | Lan Yang Institute of Technology                            | FIT                | 蘭陽技術學院           | Đầu Thành, Nghi Lan                  |
|                                                      | Lee-Ming Institute of Technology                            | LIT                | 黎明技術學院           | Thái Sơn, Tân Bắc                    |
|                                                      | Nan Jeon University of Science and Technology               | NJTC               | 南榮科技大學           | Diêm Thủy, Đài Nam                   |
| Học viện kỹ thuật Á Đông                             | Oriental Institute of Technology                            | OIT                | 亞東技術學院           | Bản Kiều, Tân Bắc                    |
| Học viện kỹ thuật hải dương Đài Bắc                  | Taipei College of Maritime Technology                       | TCMT               | 臺北海洋技術學院       | Sỹ Lâm, Đài Bắc                      |
| Học viện kỹ thuật Sáng Kiến Đào Viên                 | Taoyuan Innovation Institute of Technology                  | TIIT               | 桃園創新技術學院       | Trung Lịch, Đào Viên                 |
| Học viện kỹ thuật Đại Đồng                           | Tatung Institute of Commerce and Technology                 | TTC                | 大同技術學院           | Quận Đông, Gia Nghĩa                 |
| Học viện dịch vụ và lữ hành Đài Loan                 | Taiwan Hospitality and Tourism University                   | THTU               | 臺灣觀光學院           | Thọ Phong, Hoa Liên                  |
| Học viện thiết kế Đông Phương                        | Tung Fang Design Institute                                  | TF                 | 東方設計學院           | Hồ Nội, Cao Hùng                     |
| Học viện kỹ thuật Từ Tế                              | Tzu Chi College of Technology                               | TCCN               | 慈濟技術學院           | Hoa Liên, Hoa Liên                   |
| Đại học ngoại ngữ Văn Tảo                            | Wenzao Ursuline University of Languages                     | WTUC               | 文藻外語大學           | Tam Dân, Cao Hùng                    |
| Junior colleges                                      |                                                             |                    |                        |                                      |
|                                                      | Cardinal Tien College of Healthcare and Management          | CTCN               | 耕莘健康管理專科學校   | Tân Điếm, Tân Bắc                    |
|                                                      | Chung Jen College of Nursing, Health Science and Management | CJC                | 崇仁醫護管理專科學校   | Quận Đông, Gia Nghĩa                 |
| Cao đẳng Quản lý và Chăm sóc Y tế Tân Sinh           | Hsin Sheng College of Medical Care and Management           | HSC                | 新生醫護管理專科學校   | Long Đàm, Đào Viên                   |
| Cao đẳng Quản lý Y khoa Nhân Đức                     | Jen-Teh Junior College of Medicine, Nursing and Management  | JENTE              | 仁德醫護管理專科學校   | Hậu Long, Miêu Lật                   |
|                                                      | Kang-Ning Junior College of Medical Care and Management     | KNJC               | 康寧醫護暨管理專科學校 | Nội Hồ, Đài Bắc                      |
|                                                      | Kaomei College of Health Care and Management                | KMVS               | 高美醫護管理專科學校   | Mỹ Nùng, Cao Hùng                    |
|                                                      | Mackay Medicine, Nursing and Management College             | MKC                | 馬偕醫護管理專科學校   | Bắc Đầu, Đài Bắc                     |
|                                                      | Min-Hwei College of Health Care Management                  | MHCHCM             | 敏惠醫護管理專科學校   | Liễu Doanh, Đài Nam                  |
|                                                      | Shu Zen College of Medicine and Management                  | SZMC               | 樹人醫護管理專科學校   | Lô Trúc, Cao Hùng                    |
|                                                      | St. Mary's Medicine Nursing and Management College          | SMC                | 聖母醫護管理專科學校   | Tam Tinh, Nghi Lan                   |
|                                                      | Tzu Hui Institute of Technology                             | TZUHUI             | 慈惠醫護管理專科學校   | Nam Châu, Bình Đông                  |
|                                                      | Yuh-Ing Junior College of Health Care and Management        | YUHING             | 育英醫護管理專科學校   | Tam Dân, Cao Hùng                    |

## Học viện quân sự và cảnh sát

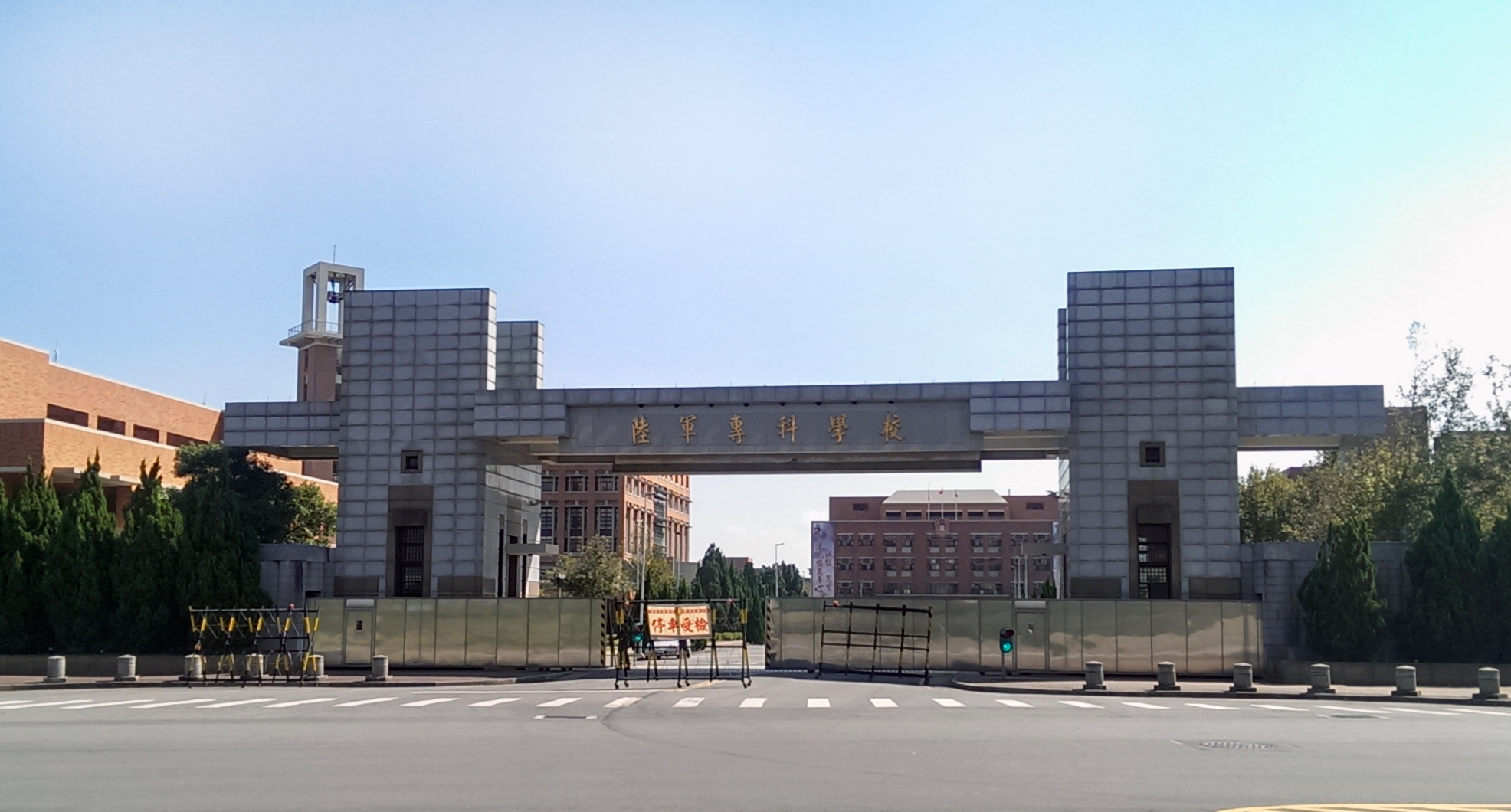
Trường lục quân Trung Hoa Dân quốc

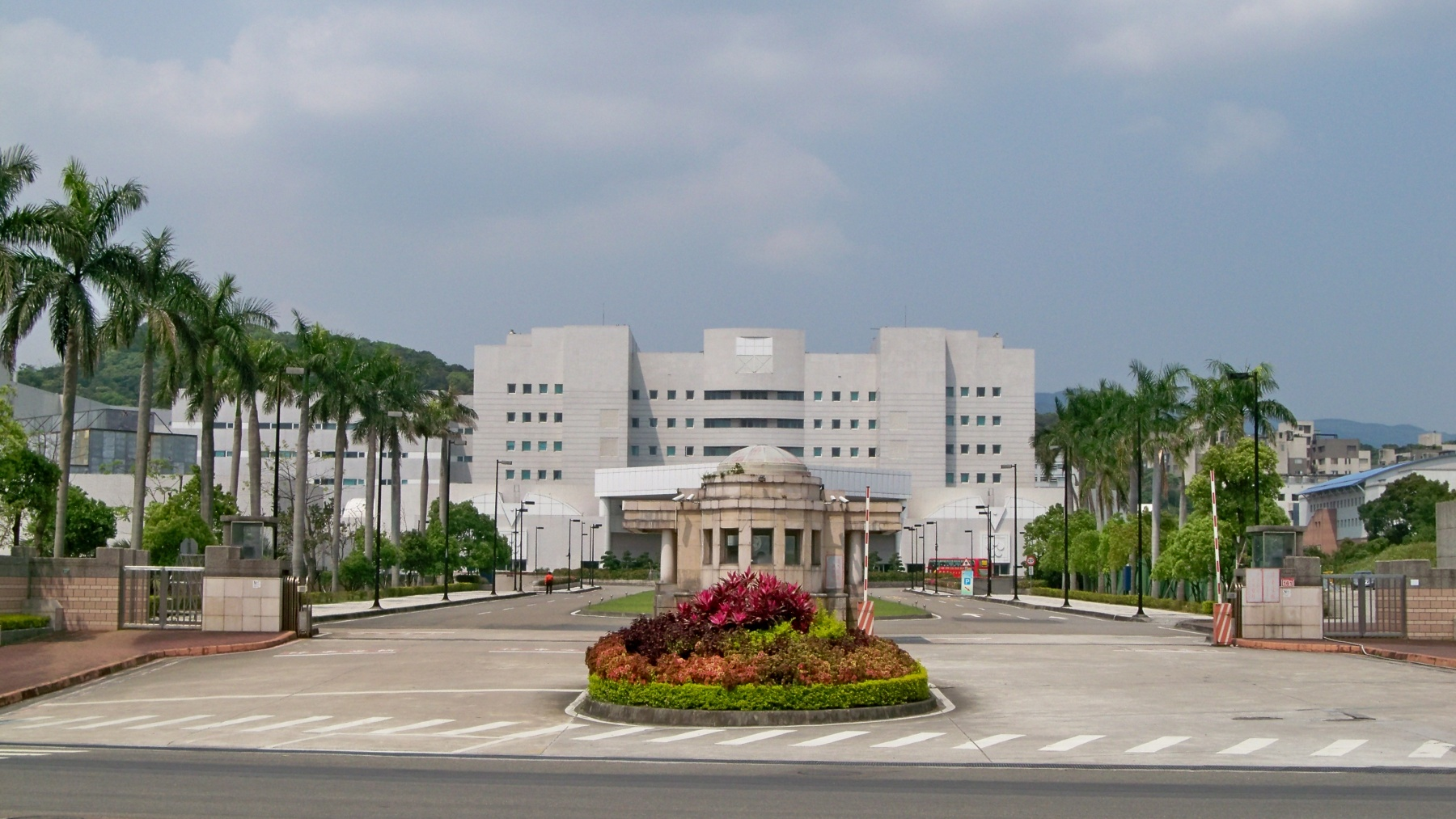
Học viện Y khoa Quốc phòng

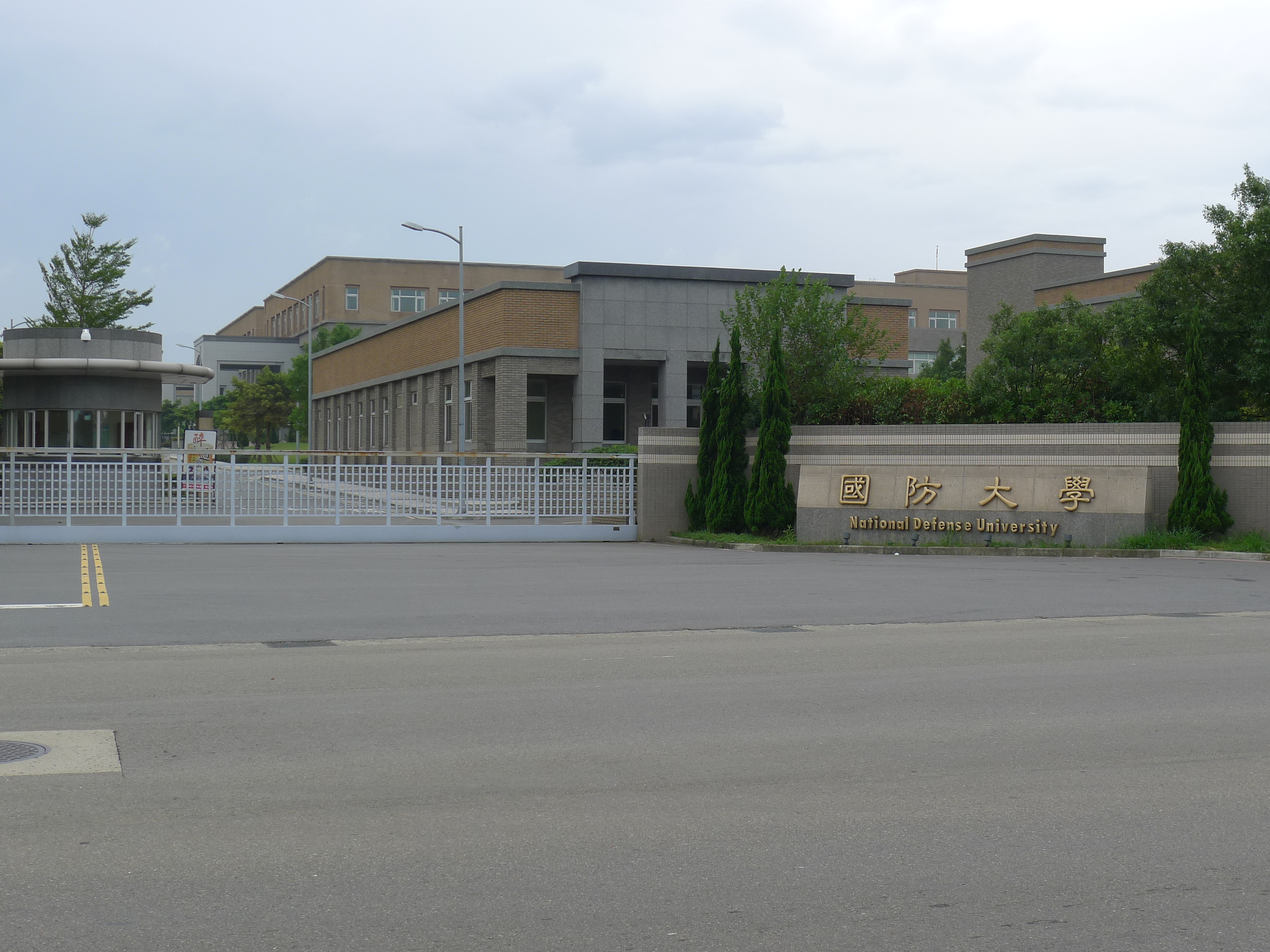
Đại học Quốc phòng

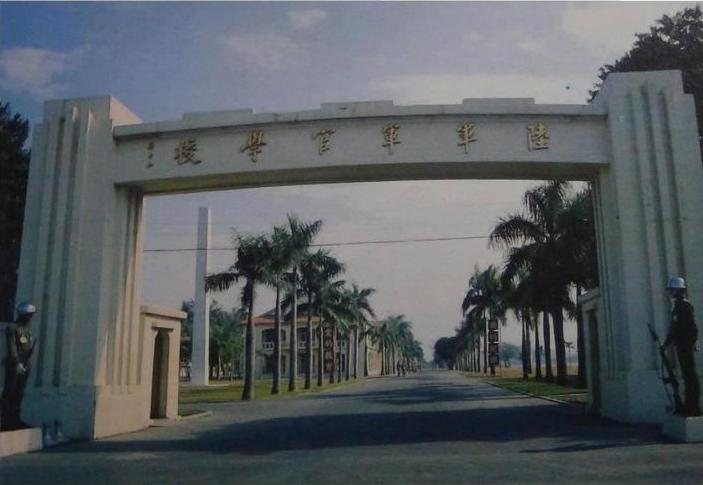
Trường Sĩ quan Lục quân Trung Hoa Dân quốc

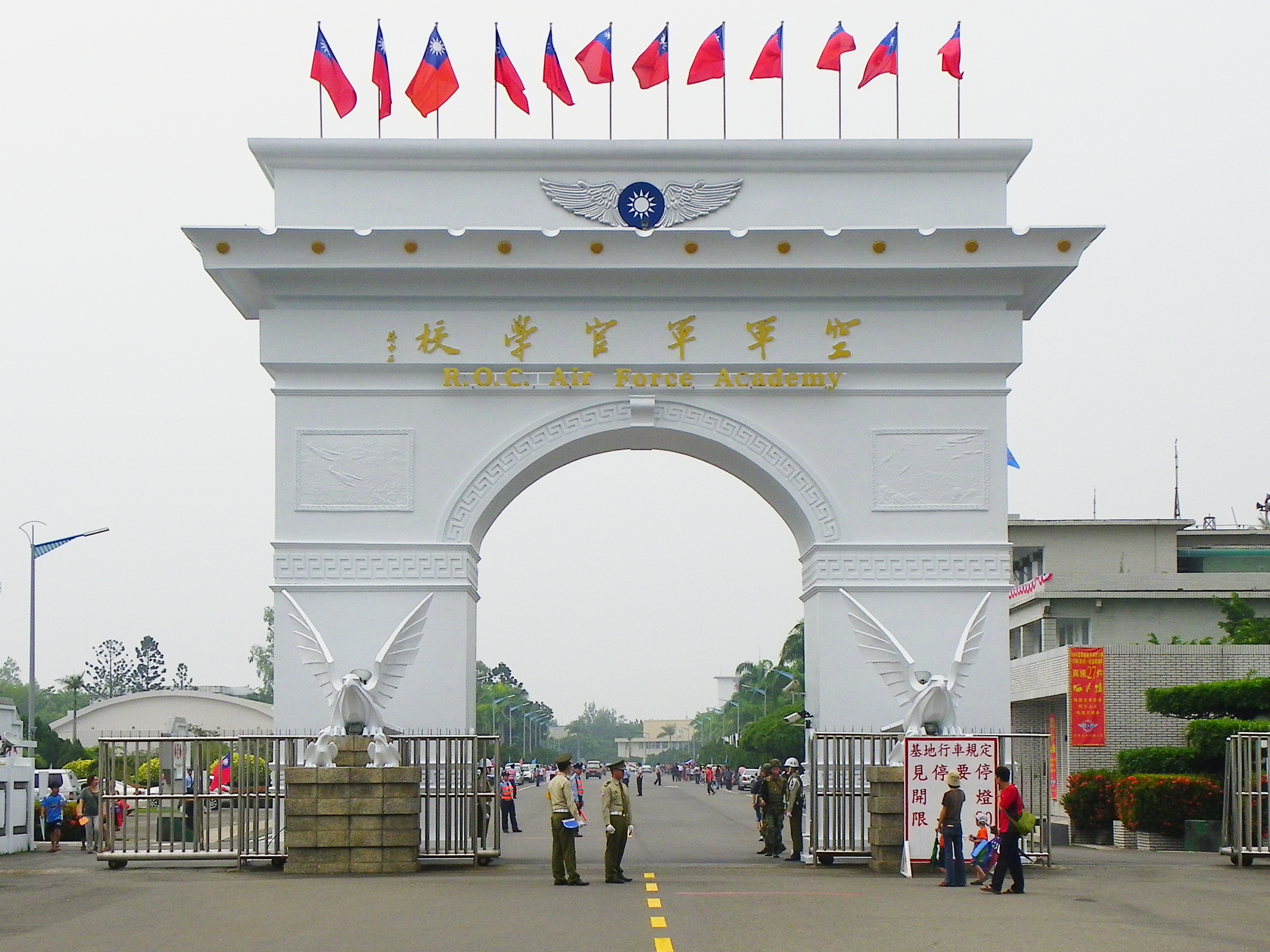
Trường Sĩ quan Không quân Trung Hoa Dân quốc

| Trường                                       | Tên tiếng Anh                       | Viết tắt tiếng Anh | Tên tiếng Hoa        | Địa điểm             |
| -------------------------------------------- | ----------------------------------- | ------------------ | -------------------- | -------------------- |
| Học viện kỹ thuật Không quân Hàng không      | Air Force Institute of Technology   | AFATS              | 空軍航空技術學院     | Cương Sơn, Cao Hùng  |
| Trường Lục quân Trung Hoa Dân quốc           | Army Academy R.O.C.                 | AAROC              | 陸軍專科學校         | Trung Lịch, Đào Viên |
| Đại học Cảnh sát Trung ương                  | Central Police University           | CPU                | 中央警察大學         | Quy Sơn, Đào Viên    |
| Học viện Y khoa Quốc phòng                   | National Defense Medical Center     | NDMC               | 國防醫學院           | Nội Hồ, Đài Bắc      |
| Đại học Quốc phòng Đài Loan                  | National Defense University         | NDU                | 國防大學             | Bát Đức, Đào Viên    |
| Trường Sĩ quan Không quân Trung Hoa Dân quốc | Republic of China Air Force Academy | CAFA               | 中華民國空軍軍官學校 | Cương Sơn, Cao Hùng  |
| Trường Sĩ quan Lục quân Trung Hoa Dân quốc   | Republic of China Military Academy  | ROCMA              | 中華民國陸軍軍官學校 | Phượng Sơn, Cao Hùng |
| Trường Sĩ quan Lục quân Trung Hoa Dân quốc   | Republic of China Naval Academy     | CNA                | 中華民國海軍軍官學校 | Tả Doanh, Cao Hùng   |
| Trường Cảnh sát Đài Loan                     | Taiwan Police College               | TPC                | 臺灣警察專科學校     | Văn Sơn, Đài Bắc     |